# Gwayi
Der Gwayi ist ein Nebenfluss des Sambesi in Nordmatabeleland, Simbabwe.

## Verlauf
Der Fluss entspringt etwa 40 km südwestlich von Bulawayo in der Provinz Matabeleland South an der Grenze zu der Provinz Matabeleland North. Er fließt nach Norden durch Lupane und weiter nordwestlich durch den Ort Dahlia. Hinter Dahlia nimmt er die Wasser des Shangani auf, fließt an Kamativi vorbei, und mündet etwa 30 km weiter in den Sambesi.  Der Gwayi ist etwa 300 km lang. Er führt je nach Regen Wasser, hält dies aber lange in den Untiefen seines Bettes. Der Gwayi mündet etwa 10 km oberhalb der Kariba-Talsperre in den Sambesi.

## Hydrologie
Die Abflussmenge des Flusses wurde etwa 60 km vor der Mündung in Kamativi bei dem größten Teil des Einzugsgebiets (ohne Lukosi) in m³/s gemessen.
- Diagrammdaten:
- Definition |
- Rohdaten |
- Hilfe

## Ökologie
Der Gwayi ist vor allem in seinem Tal bei Dahlia für seine Wildtierzucht bekannt. Da im semiariden Umland so gut wie keine Landwirtschaft möglich ist, war die Wildtierzucht für den Jagdtourismus eine der wenigen soliden Einnahmequellen und Zukunftsperspektiven. Inzwischen wurden viele dieser Betriebe enteignet. Soldaten haben die essbaren Tiere abgeschossen und auf 20 % ihres früheren Bestandes reduziert. Dafür verlassen Raubkatzen und Elefanten ihre Gehege. Sie marodieren in den Dörfern, weil die Wasserstellen im Tal nicht mehr aufgefüllt werden. 
An verschiedenen Stellen des Flusses wird von wilden Siedlern Gold gewaschen.

## Gwayi-Shangani Staudamm Projekt
Derzeit befindet sich der Gwayi-Shangani-Damm im Bau, am Zusammenfluss des Gwayi mit dem Shangani. Der Damm wird nach seiner Fertigstellung eine Höhe von 72 m haben, und der resultierende See ein Fassungsvolumen von 635 Millionen m³. Er wir das dritt größte Gewässer Simbabwes nach dem Tugwi-Mukosi-Damm und dem Lake Mutirikwi sein. Das Projekt soll im Dezember 2020 fertiggestellt sein. Die Grundidee für ein solches Vorhaben wurde bereits 1912 erdacht. Neben der Energieversorgung soll das Projekt die Trinkwasserversorgung der Großstadt Bulawayo gewährleisten.

## Einzugsgebiet
In einigen Quellen wird das Einzugsgebiet als Gwayi-Shangani-Einzugsgebiet bezeichnet. Entsprechend ist nicht in allen Quellen der Gwayi der Hauptfluss, sondern mit unter auch der Shangani.